# Illar (Tulkarem)
'Illar, en arabe : عِلار, est une ville du gouvernorat de Tulkarem en Palestine, au nord-ouest de la Cisjordanie. Elle est située à 10 kilomètres au nord-est de Tulkarem et à 25 kilomètres à l'est de la ville israélienne de Netanya. Selon le recensement du Bureau central palestinien des statistiques, la localité compte une population de 7 456 habitants en 2017.